# 明林堂鶴寿女
明林堂 鶴寿女（めいりんどう かくじゅじょ、生没年不詳）とは、江戸時代の女流浮世絵師。

## 来歴
歌川貞歌女の門人といわれる。明林堂鶴寿女または鶴子女と称し、作に文久2年（1862年）に描いた役者絵が知られる。

## 作品
- 「花川戸助六・河原崎権十郎　白酒うり・中村芝翫」　大判錦絵　国立国会図書館所蔵　※文久2年3月、江戸市村座『助六所縁江戸桜』より
- 「こし元おかる・沢村田之助　早野勘平・坂東彦三郎」　大判錦絵2枚続　都立図書館所蔵　※文久2年3月、江戸中村座『仮名手本忠臣蔵』より
- 「寺岡平右衛門・坂東彦三郎　おかる・沢村田之助」　大判錦絵2枚続　早稲田大学演劇博物館所蔵　※同上